# Saint-Priest-sous-Aixe
Saint-Priest-sous-Aixe (tiếng Occitan: Sent Préch d'Aissa) là một xã của tỉnh Haute-Vienne, thuộc vùng Nouvelle-Aquitaine, miền trung nước Pháp.